# کالابووتسه
کالابووتسه (به صربی: Kalabovce) یک منطقهٔ مسکونی در صربستان است که در سوردولیکا واقع شده‌است. کالابووتسه ۱۰۲ نفر جمعیت دارد.